# Slowaaks voetbalelftal in 2010
Het Slowaaks voetbalelftal speelde dertien interlands in het jaar 2010, waaronder vier duels bij het WK voetbal 2010 in Zuid-Afrika. De selectie stond onder leiding van bondscoach Vladimír Weiss, die zijn selectie voor het eerst in de geschiedenis naar een eindronde had weten te loodsen. Op de in 1993 geïntroduceerde FIFA-wereldranglijst steeg Slowakije in 2010 van de 36ste (januari 2010) naar de 20ste plaats (december 2010).

## Balans
| Wedstrijden | Wedstrijden | Wedstrijden | Wedstrijden | Doelpunten | Doelpunten | Doelpunten | Punten |
| Gespeeld    | Winst       | Gelijk      | Verlies     | Voor       | Tegen      | Saldo      | Punten |
| ----------- | ----------- | ----------- | ----------- | ---------- | ---------- | ---------- | ------ |
| 13          | 4           | 4           | 5           | 16         | 17         | –1         | 0.923  |

## Interlands
|                                                              |           |                      |           |                                                                                  |
| 3 maart Vriendschappelijk № 191 «onderlinge duels» 17:00 uur | Slowakije | 0 – 1                | Noorwegen | Štadión pod Dubňom, Žilina Toeschouwers: 9.756 Scheidsrechter: Bas Nijhuis (NED) |
| 3 maart Vriendschappelijk № 191 «onderlinge duels» 17:00 uur |           | 67' Morten Moldskred |           | Štadión pod Dubňom, Žilina Toeschouwers: 9.756 Scheidsrechter: Bas Nijhuis (NED) |

|                                                             |                  |       |                |                                                                                 |
| 29 mei Vriendschappelijk № 192 «onderlinge duels» 16:00 uur | Slowakije        | 1 – 1 | Kameroen       | Hypo-Arena, Klagenfurt Toeschouwers: 8.000 Scheidsrechter: Harald Lechner (AUT) |
| 29 mei Vriendschappelijk № 192 «onderlinge duels» 16:00 uur | Kamil Kopúnek 5' |       | 82' Eyong Enoh | Hypo-Arena, Klagenfurt Toeschouwers: 8.000 Scheidsrechter: Harald Lechner (AUT) |

|                                                             |                                                                           |       |            |                                                                                        |
| 5 juni Vriendschappelijk № 193 «onderlinge duels» 16:00 uur | Slowakije                                                                 | 3 – 0 | Costa Rica | Štadión Pasienky, Bratislava Toeschouwers: 12.000 Scheidsrechter: Stefan Messner (AUT) |
| 5 juni Vriendschappelijk № 193 «onderlinge duels» 16:00 uur | Douglas Sequeira 16' (e.d.) Róbert Vittek 47' Stanislav Šesták 86' (pen.) |       |            | Štadión Pasienky, Bratislava Toeschouwers: 12.000 Scheidsrechter: Stefan Messner (AUT) |

| WK voetbal 2010 |
| --------------- |

|                                                                 |                    |       |                   |                                                                                            |
| 15 juni WK-eindronde Groep F № 194 «onderlinge duels» 13:30 uur | Nieuw-Zeeland      | 1 – 1 | Slowakije         | Royal Bafokeng Stadion, Rustenburg Toeschouwers: 23.871 Scheidsrechter: Jerome Damon (RSA) |
| 15 juni WK-eindronde Groep F № 194 «onderlinge duels» 13:30 uur | Winston Reid 90+3' |       | 50' Róbert Vittek | Royal Bafokeng Stadion, Rustenburg Toeschouwers: 23.871 Scheidsrechter: Jerome Damon (RSA) |

|                                                                 |           |                                       |          |                                                                                       |
| 20 juni WK-eindronde Groep F № 195 «onderlinge duels» 13:30 uur | Slowakije | 0 – 2                                 | Paraguay | Vrystaatstadion, Bloemfontein Toeschouwers: 26.643 Scheidsrechter: Eddy Maillet (SEY) |
| 20 juni WK-eindronde Groep F № 195 «onderlinge duels» 13:30 uur |           | 27' Enrique Vera 86' Cristian Riveros |          | Vrystaatstadion, Bloemfontein Toeschouwers: 26.643 Scheidsrechter: Eddy Maillet (SEY) |

|                                                                 |                                                       |       |                                                |                                                                                |
| 24 juni WK-eindronde Groep F № 196 «onderlinge duels» 16:00 uur | Slowakije                                             | 3 – 2 | Italië                                         | Ellispark, Johannesburg Toeschouwers: 53.412 Scheidsrechter: Howard Webb (ENG) |
| 24 juni WK-eindronde Groep F № 196 «onderlinge duels» 16:00 uur | Róbert Vittek 25' Róbert Vittek 73' Kamil Kopúnek 89' |       | 81' Antonio Di Natale 90+2' Fabio Quagliarella | Ellispark, Johannesburg Toeschouwers: 53.412 Scheidsrechter: Howard Webb (ENG) |

|                                                                        |                                      |       |                            |                                                                                          |
| 28 juni WK-eindronde Achtste finale № 197 «onderlinge duels» 16:00 uur | Nederland                            | 2 – 1 | Slowakije                  | Moses Mabhida Stadium, Durban Toeschouwers: 61.962 Scheidsrechter: Alberto Undiano (ESP) |
| 28 juni WK-eindronde Achtste finale № 197 «onderlinge duels» 16:00 uur | Arjen Robben 18' Wesley Sneijder 84' |       | 90+4' (pen.) Róbert Vittek | Moses Mabhida Stadium, Durban Toeschouwers: 61.962 Scheidsrechter: Alberto Undiano (ESP) |

|  |  |  |  |  |  |  |  |  |

|                                                                  |                    |       |                    |                                                                                      |
| 11 augustus Vriendschappelijk № 198 «onderlinge duels» 20:30 uur | Slowakije          | 1 – 1 | Kroatië            | Štadión Pasienky, Bratislava Toeschouwers: 6.366 Scheidsrechter: Radek Matejek (CZE) |
| 11 augustus Vriendschappelijk № 198 «onderlinge duels» 20:30 uur | Miroslav Stoch 50' |       | 54' Nikica Jelavić | Štadión Pasienky, Bratislava Toeschouwers: 6.366 Scheidsrechter: Radek Matejek (CZE) |

|                                                                |                   |       |           |                                                                                          |
| 3 september EK-kwalificatie № 199 «onderlinge duels» 20:30 uur | Slowakije         | 1 – 0 | Macedonië | Štadión Pasienky, Bratislava Toeschouwers: 5.980 Scheidsrechter: Claudio Circhetta (SUI) |
| 3 september EK-kwalificatie № 199 «onderlinge duels» 20:30 uur | Filip Hološko 90' |       |           | Štadión Pasienky, Bratislava Toeschouwers: 5.980 Scheidsrechter: Claudio Circhetta (SUI) |

|                                                                |         |                    |           |                                                                                         |
| 7 september EK-kwalificatie № 200 «onderlinge duels» 17:00 uur | Rusland | 0 – 1              | Slowakije | Lokomotiv Stadion, Moskou Toeschouwers: 27.052 Scheidsrechter: Frank De Bleeckere (BEL) |
| 7 september EK-kwalificatie № 200 «onderlinge duels» 17:00 uur |         | 27' Miroslav Stoch |           | Lokomotiv Stadion, Moskou Toeschouwers: 27.052 Scheidsrechter: Frank De Bleeckere (BEL) |

|                                                              |                                                                 |       |                    |                                                                                        |
| 8 oktober EK-kwalificatie № 201 «onderlinge duels» 18:00 uur | Armenië                                                         | 3 – 1 | Slowakije          | Hanrapetakan Stadion, Jerevan Toeschouwers: 7.500 Scheidsrechter: Daniele Orsato (ITA) |
| 8 oktober EK-kwalificatie № 201 «onderlinge duels» 18:00 uur | Joera Movsisjan 22' Gevorg Ghazaryan 50' Henrich Mchitarjan 89' |       | 37' Vladimír Weiss | Hanrapetakan Stadion, Jerevan Toeschouwers: 7.500 Scheidsrechter: Daniele Orsato (ITA) |

|                                                               |                |       |                    |                                                                                       |
| 12 oktober EK-kwalificatie № 202 «onderlinge duels» 20:30 uur | Slowakije      | 1 – 1 | Ierland            | Štadión pod Dubňom, Žilina Toeschouwers: 10.892 Scheidsrechter: Alberto Undiano (ESP) |
| 12 oktober EK-kwalificatie № 202 «onderlinge duels» 20:30 uur | Ján Ďurica 36' |       | 16' Sean St Ledger | Štadión pod Dubňom, Žilina Toeschouwers: 10.892 Scheidsrechter: Alberto Undiano (ESP) |

|                                                                  |                                  |       |                                                        |                                                                                    |
| 17 november Vriendschappelijk № 203 «onderlinge duels» 16:00 uur | Slowakije                        | 2 – 3 | Bosnië en Herzegovina                                  | Tehelné Pole, Bratislava Toeschouwers: 7.822 Scheidsrechter: Tomasz Mikulski (POL) |
| 17 november Vriendschappelijk № 203 «onderlinge duels» 16:00 uur | Filip Šebo 3' Peter Grajciar 63' |       | 28' Haris Međunjanin 50' Miralem Pjanić 60' Edin Džeko | Tehelné Pole, Bratislava Toeschouwers: 7.822 Scheidsrechter: Tomasz Mikulski (POL) |

## FIFA-wereldranglijst
| JAN | FEB | MAR | APR | MEI | JUN | JUL | AUG | SEP | OKT | NOV | DEC |
| --- | --- | --- | --- | --- | --- | --- | --- | --- | --- | --- | --- |
| 33  | 36  | 33  | 38  | 34  | 34  | 27  | 27  | 16  | 20  | 18  | 20  |

## Statistieken
| Ján Mucha         | 1982-12-05 | Everton               | 12 | 0 | 0 | 25 | 0  |
| Dušan Kuciak      | 1985-05-21 | FC Vaslui             | 1  | 0 | 0 | 3  | 0  |
| Dušan Perniš      | 1984-11-28 | Dundee United         | 0  | 2 | 0 | 4  | 0  |
| Verdediging       |            |                       |    |   |   |    |    |
| Martin Škrtel     | 1984-12-15 | Liverpool FC          | 10 | 0 | 0 | 47 | 5  |
| Peter Pekarík     | 1986-10-30 | VfL Wolfsburg         | 9  | 1 | 0 | 28 | 1  |
| Ján Ďurica        | 1981-11-10 | Lokomotiv Moskou      | 9  | 0 | 1 | 45 | 2  |
| Radoslav Zabavník | 1980-09-16 | 1. FSV Mainz 05       | 8  | 3 | 0 | 52 | 1  |
| Kornel Saláta     | 1985-01-24 | Slovan Bratislava     | 7  | 1 | 0 | 11 | 0  |
| Tomáš Hubočan     | 1985-09-17 | FK Zenit              | 4  | 0 | 0 | 9  | 0  |
| Marek Čech        | 1983-01-26 | West Bromwich Albion  | 3  | 1 | 0 | 42 | 5  |
| Martin Petráš     | 1979-11-02 | US Grosseto           | 0  | 2 | 0 | 39 | 1  |
| Mário Pečalka     | 1980-12-28 | Hapoel Tel Aviv       | 0  | 1 | 0 | 2  | 0  |
| Middenveld        |            |                       |    |   |   |    |    |
| Marek Hamšík      | 1987-07-27 | SSC Napoli            | 11 | 2 | 0 | 42 | 8  |
| Vladimír Weiss    | 1989-11-30 | Glasgow Rangers       | 10 | 1 | 1 | 17 | 1  |
| Miroslav Stoch    | 1989-10-19 | Fenerbahçe SK         | 9  | 4 | 2 | 22 | 3  |
| Zdeno Štrba       | 1976-06-09 | MŠK Žilina            | 7  | 0 | 0 | 26 | 0  |
| Juraj Kucka       | 1987-02-26 | Genoa CFC             | 6  | 3 | 0 | 14 | 0  |
| Miroslav Karhan   | 1976-06-21 | 1. FSV Mainz 05       | 6  | 0 | 0 | 99 | 13 |
| Marek Sapara      | 1982-07-31 | MKE Ankaragücü        | 3  | 3 | 0 | 29 | 2  |
| Kamil Kopúnek     | 1984-05-18 | AS Bari               | 2  | 6 | 2 | 14 | 2  |
| Ján Kozák         | 1980-04-24 | AE Larissa            | 2  | 1 | 0 | 25 | 2  |
| Dušan Švento      | 1985-08-01 | Red Bull Salzburg     | 0  | 2 | 0 | 20 | 1  |
| Peter Grajciar    | 1983-09-17 | Konyaspor             | 0  | 1 | 1 | 2  | 1  |
| Aanval            |            |                       |    |   |   |    |    |
| Erik Jendrišek    | 1986-10-26 | SC Freiburg           | 7  | 4 | 0 | 23 | 3  |
| Stanislav Šesták  | 1982-12-16 | MKE Ankaragücü        | 7  | 2 | 1 | 36 | 10 |
| Róbert Vittek     | 1982-04-01 | MKE Ankaragücü        | 6  | 1 | 5 | 75 | 23 |
| Filip Hološko     | 1984-01-17 | Istanbul Büyükşehir   | 3  | 7 | 1 | 46 | 6  |
| Filip Šebo        | 1984-02-24 | Slovan Bratislava     | 1  | 1 | 1 | 10 | 6  |
| Martin Jakubko    | 1980-02-26 | Dukla Banská Bystrica | 0  | 2 | 0 | 25 | 4  |
| Tomáš Oravec      | 1980-07-03 | MŠK Žilina            | 0  | 1 | 0 | 9  | 3  |
| Jakub Sylvestr    | 1989-02-02 | Dinamo Zagreb         | 0  | 1 | 0 | 1  | 0  |